# Битва при Сервере (1811)
В битве при Сервере (4 — 14 октября 1811 года) испанские войска во главе с Луисом Роберто де Ласи атаковали ряд имперских французских гарнизонов, принадлежащих 7-му корпусу маршала Жака Макдональда. Эти действия были весьма успешны и позволили испанцам взять в плен почти 1 тыс. солдат противника. Столкновения произошли во время Пиренейских войн, являющихся частью наполеоновских войн. Самый большой гарнизон был расположен в городе Сервера, который находится примерно в 55 км к востоку от Лериды, в Каталонии, Испания.

## Предыстория
После того, как Армия Каталонии была почти уничтожена во время осад Таррагоны и Фигераса в июле и августе 1811 года, Ласи сменил Луиса Гонсалеса Торреса де Наварра-и-Кастро, маркиза Камповерде, на посту генерал-капитана. Маршал Луи Габриэль Сюше нанес ещё один удар по каталонцам, когда в битве при Монсеррате 25 июля 1811 года его войска захватили базу микелетов. Не слишком популярный, но весьма энергичный Ласи быстро реорганизовал остаток своей армии в 8 тыс. человек в три небольшие дивизии под командованием генералов барона де Эролеса, Педро Сарсфельда и Франсиско Миланс дель Боша. С помощью Королевского флота 12 сентября Ласи захватил острова Медес в устье реки Тер.

## Битва
4 октября 1811 года войска Ласи захватили 200 солдат имперских войск в Игуаладе на дороге между Барселоной и Леридой. Продолжая движение на запад, 7-го числа испанская колонна безуспешно атаковала около Сервера французскую колонну в 400—500 человек. 11 октября Ласи сокрушил гарнизон Серверы, захватив ещё 645 пленных. Наконец, 14-го испанцы взяли ещё 178 пленников в Бельпуче.
После этих поражений французы покинул монастырь Монсеррат на одноимённой горе.
После того, как Каталония оказалась в руках Наполеона, кампания продолжилась, чтобы вновь захватить Теруэль, который попал в руки повстанцев во время осады Таррагоны. Сагунто пал 25 октября 1811 года, а Валенсия — 14 января 1812 года.
Доминирование Франции на Пиренейском полуострове продлилось до середины 1812 года, когда после отвода Наполеоном войск для кампании в России союзники перехватили инициативу, победив в битве при Саламанке 22 июля 1812 года и в течение 1813 года начав продвигаться к Пиренеям, одержав победу над французами в битвах при Витории 21 июня и при Сан-Марсиаль 31 августа.